# HD 204153
HD 204153，又名BD+46 3305，SAO 50824、HR 8208，是一颗恒星，视星等为5.6，位于銀經90.42，銀緯-2.73，其B1900.0坐标为赤經21h 21m 39.2s，赤緯+46° -2.73′ 52″。